# Пътуване до Китира
„Пътуване до Китира“ (на гръцки: Ταξίδι στα Κύθηρα) е филм от 1984 година, драма на режисьора Тео Ангелопулос по негов сценарий в съавторство с Тонино Гуера и Танасис Валтинос. Той е копродукция на компании от Гърция, Западна Германия, Италия и Великобритания.
В центъра на сюжета е възрастен мъж, който се връща в Гърция след десетилетия изгнание по политически причини в Съветския съюз, срещайки се със семейството и съселяните си, след което е подложен на нелепи опити на местните власти да го екстрадират от страната. Главните роли се изпълняват от Манос Катракис, Джулио Броджи, Дора Воланаки, Майри Хронопулу.
„Пътуване до Китира“ е номиниран за „Златна палма“ на Кинофестивала в Кан, където печели награда за сценарий и наградата на ФИПРЕСИ.